# Irene Lozano Domingo
Irene Lozano Domingo (Madrid, 17 de juny de 1971) és una escriptora, periodista i política espanyola. Després de les eleccions generals de 2011, ha estat diputada per Unió, Progrés i Democràcia.
L'octubre de 2015 es va fer públic que abandonava la militància d'UPyD i s'unia al grup d'experts del PSOE, com a independent. El 16 d'octubre es va anunciar que ocuparia el lloc número 4 com a independent en la llista del PSOE per la circumscripció de Madrid en les eleccions del 20 de desembre. Actualment és la secretària d'Estat d'España Global, antigament conegut com a Marca España.

## Biografia

### Trajectòria professional
Llicenciada en Lingüística per la Universitat Complutense de Madrid i diplomada en Filosofia pel Birkbeck College de la Universitat de Londres. El 1993 va rebre el premi del IV Certamen Literari del Círculo de Lectores pel seu relat Rimara, passant a continuació a iniciar la seva obra assatgística amb la publicació del llibre Lenguaje femenino, lenguaje masculino (Minerva, 1995).
Entre 1995 i 2005 va ser redactora del diari El Mundo. Després d'escriure editorials durant anys en la secció d'Opinió, va passar a Internacional, on va ser enviada especial a Mauritània, Algèria, Kosovo, i a les eleccions de Nicaragua i Suècia. També va treballar en la secció de tancament, i va escriure articles d'opinió i crítica literària en "La Esfera de los libros". Ha col·laborat en nombroses revistes espanyoles: Cuadernos de Periodistas, Ínsula, Leer, Geo; i en mitjans estrangers, com el programa Europe de la BBC i el diari suec Expressen.
En 2005 publica la biografia Federica Montseny, una anarquista en el poder (Espasa, 2005) i guanya el Premi Espasa d'assaig per Lenguas en guerra.
Va ser columnista d'ABC des de 2005, una labor que va exercir durant cinc anys. És articulista d'El País, on publica mensualment, i ha col·laborat en la premsa regional del grup Vocento (El Comercio, El Correo, El Norte de Castilla, La Verdad, etc.) mitjançant una columna quinzenal, així com en les revistes de pensament Claves i Revista de Occidente, i en les publicacions digitals Fronteras i Cuarto poder. Els dijous va participar en la tertúlia de Protagonistas, a Punto Radio. Imparteix classes de periodisme literari a l'escola d'escriptors Hotel Kafka i una classe magistral sobre columnisme en el màster del diari ABC.
En 2008 es publica el seu assaig El saqueo de la imaginación (Debat).
Ha participat en els programes de debat o tertúlia Enfoque i Los Desayunos, tots dos de TVE; així com El debate (CNN+), Las mañanas de Cuatro i Espejo público (Antena 3).
Ha col·laborat en obres col·lectives com el Diccionario biográfico español, de la Reial Acadèmia de la Història, i el Diccionario biobibliográfico del exilio literario de 1939, de la Universitat Autònoma de Barcelona. Va col·laborar amb el pròleg i diverses anotacions en l'edició del llibre recopilatori Es lo que hay de Rosa Díez (Debate, 2011).

### Etapa política
Arran de les eleccions generals del 20 de novembre de 2011 va ser diputada al Congrés dels Diputats per Unió, Progrés i Democràcia (UPyD). Va ser portaveu d'UPyD en les comissions d'Afers exteriors, Cooperació Internacional per al Desenvolupament i Defensa; així com en les Comissions Mixtes per a la Unió Europea i per al control parlamentari de la Corporació RTVE i les seves societats. Va ser, així mateix, adscrita a les comissions d'Educació i Esport, Cultura, Ocupació i Seguretat Social, Sanitat i Serveis Socials, Constitucional i Estatut dels Diputats. L'11 de juliol de 2015 va perdre les primàries del seu partit, aconseguint el 40% dels vots front el 43% del seu rival.

El 13 de febrer de 2019, com a secretària d'Estat d'España Global i en relació al referèndum sobre la independència de Catalunya de 2017, va declarar al canal Sky News que: 
| « | El sexe, com votar, no està prohibit, però no el pots fer a la força. Has de tenir permís per fer-lo; si no, és violació. | » |

## Obra publicada
Assaig i no ficció
- Son molinos, no gigantes : cómo las redes sociales y la desinformación amenazan nuestra democracia (Península, 2020)
- Lecciones para el inconformista aturdido en tres horas y cuarto (Debate, 2009)
- El saqueo de la imaginación (Debate, 2008)
- Federica Montseny, una anarquista en el poder (Espasa, 2005), biografia
- Lenguas en guerra (Espasa, 2005)
- Lenguaje femenino, lenguaje masculino (Minerva, 1995).

Novel·la-denúncia
- "No, mi general" (2015)

Ha col·laborat en obres col·lectives com el Diccionario Biográfico Español, de l'Acadèmia de la Història, i el Diccionario biobibliográfico del exilio literario de 1939, de la Universitat Autònoma de Barcelona.